# Abryna regispetri
Abryna regispetri es una especie de escarabajo longicornio del género Abryna, subfamilia Lamiinae. Fue descrita científicamente por Paiva en 1860.
Se distribuye por China, India, Laos, Malasia, Birmania y Tailandia. Mide 14-30 milímetros de longitud. El período de vuelo ocurre en los meses de abril, mayo, junio, julio, agosto y septiembre.